# Авола (город)
А́вола (итал. Avola) — город в Италии, расположен в регионе Сицилия, подчинён административному центру Сиракуза. В честь него назван «чёрный виноград Аволы».
Население составляет 31 677 человек (на 31 декабря 2007 г.), плотность населения составляет 426,87 чел./км². Занимает площадь 74,26 км². Почтовый индекс — 96012. Телефонный код — 0931.
Покровительницей города почитается святая Венера, празднование в последнее воскресение июля.